# Georges Bougault
Pour les articles homonymes, voir Bougault.
Georges Bougault, né le 23 septembre 1893 à Genillé (Indre-et-Loire) et mort le 30 juillet 1931 à Berre-l'Étang, dans les Bouches-du-Rhône, était un marin et aviateur français.

## Distinctions
- Il existe une rue Georges-Bougault à Villepinte (93420).